# الإسلام في بابوا غينيا الجديدة
الإسلام في بابوا غينيا الجديدة هو دين أقلية في الدولة ذات الغالبية المسيحية، ويبلغ عدد أتباعه حوالي 10,000 شخص اعتبارًا من عام 2021. يتركز مسلمو بابوا إلى حد كبير في بورت مورسبي والقرى الواقعة في المرتفعات. يتمتع المسلمون بحرية الدغوة وبناء دور المساجد في البلاد. غالبية المسلمين من السنة وهم من سكان بابوا غينيا الجديدة الأصليين.
كان عدد المسلمين في بابوا غينيا الجديدة أقل من 500 في عام 2001. قدرت وزارة الخارجية الأمريكية في عام 2007 أن هناك حوالي 2000 مسلم في البلاد. ذكرت هيئة الإذاعة الأسترالية في عام 2008 أن هناك أكثر من 4000 مسلم في البلاد مع تقارير عن تحويل قرى بأكملها إلى الإسلام في نفس الوقت. قدر سكوت فلاور أن هناك أكثر من 5000 مسلم في عام 2012، مدعيًا زيادة بنسبة 500٪ منذ عام 2001.
عارضت حكومة بابوا غينيا الجديدة في الماضي الاعتراف رسميًا بالإسلام ومؤسساته. حتى يومنا هذا تهدد الحكومة بحظر الإسلام. يعاني المسلمون من التمييز وحتى العنف من الأغلبية المسيحية.

## التاريخ
تاريخ الإسلام في غينيا الجديدة غامض بسبب عدم وجود أي مصادر تاريخية. ولكن كانت هناك شبكات تجارة إسلامية في غينيا الجديدة وحولها من القرن السادس عشر إلى القرن التاسع عشر. حدث اتصال مباشر أكثر مع المسلمين في مكان ما بين القرن السابع عشر وأواخر القرن الثامن عشر عندما وصل التجار المسلمون من سيرام إلى منطقة بابوا غينيا الجديدة لممارسة التجارة. خلال هذه الفترة، كان هناك الكثير من الاتصالات مع مسلمي سيرام وشعوب منطقة ترانس فلاي الساحلية. على الرغم من أن الاتصالات التجارية بين الاثنين كانت أكثر ندرة مع مرور الوقت، إلا أنه كان هناك تواجد مستمر للتجار المسلمين في المنطقة حتى أواخر سبعينيات القرن التاسع عشر.
كان هناك تواجد لتجار ماكاسار المسلمين والعمال المسلمين في جنوب بابوا غينيا الجديدة في القرنين التاسع عشر والعشرين، لكن لا يُعرف سوى القليل عن ممارساتهم الدينية أو تأثيرهم على السكان الأصليين في المنطقة. على الرغم من قرون من الاتصال بالمسلمين كان التأثير الإسلامي قليل في بابوا غينيا الجديدة باستثناء بعض الطقوس بين بعض القبائل المحلية.

## المؤسسات الإسلامية
اعترف الحكومة بالإسلام رسميًا في عام 1982. أنشأ المسلمون في بابوا غينيا الجديدة في عام 1988 أول مركز إسلامي بمساعدة منظمة إسلامية مقرها ماليزيا ووزارة الشؤون الإسلامية السعودية. في عام 1996، أشئت ثلاثة مراكز إسلامية أخرى بمساعدة رابطة العالم الإسلامي في عام 1996. يوجد الآن سبعة مراكز إسلامية في البلاد.